# Lepyrodon tomentosus
Lepyrodon tomentosus är en bladmossart som beskrevs av Mitten 1869. Lepyrodon tomentosus ingår i släktet Lepyrodon och familjen Lepyrodontaceae. Inga underarter finns listade i Catalogue of Life.